# Daniel Kipchirchir Komen
Daniel Kipchirchir Komen (Kenia, 27 de noviembre de 1984) es un atleta keniano especializado en la prueba de 1500 m, en la que consiguió ser subcampeón mundial en pista cubierta en 2008.

## Carrera deportiva
En el Campeonato Mundial de Atletismo en Pista Cubierta de 2008 ganó la medalla de plata en los 1500 metros, llegando a meta en 3:38.54 segundos, tras el etíope Deresse Mekonnen y por delante del español Juan Carlos Higuero (bronce).